# فرانچسکو گابانی
فرانچسکو گابانی (به انگلیسی: Francesco Gabbani) (زاده ۹ سپتامبر ۱۹۸۲) خوانندهٔ ایتالیایی است.
او در مسابقه آواز یوروویژن ۲۰۱۷ نماینده ایتالیا بود و به مقام ششم دست یافت.
از فیلم‌هایی که وی در آنها نقش داشته‌است، می‌توان به فقیر ولی ثروتمند اشاره کرد.